# 彰信可汗
彰信可汗（しょうしんかがん、拼音：Zhāngxìn Kĕhàn、? - 839年）は、回鶻可汗国の第12代可汗。可汗号はアイ・テングリデ・クト・ボルミシュ・アルプ・キュリュグ・ビルゲ・カガン（Ay täŋridä qut bolmiš alp külüg bilgä qaγan）といい、唐より彰信可汗の称号（美称）を加えられた。即位前の称号は胡特勤（こテギン）。

## 生涯
大和6年（832年）、昭礼可汗がその配下に殺されると、従子の胡特勤が立って可汗となり、唐に使者を送ってこのことを報告した。大和7年（833年）、唐は左驍衛将軍の唐弘実を遣わして嗣沢王李溶とともに節を持たせ、胡特勤を冊立して愛登里羅汨没蜜施合句録毘伽彰信可汗とした。
大和9年（835年）6月、太和公主の所に馬射女子7人・沙陀小児2人を献上した。
開成2年（837年）、回鶻宰相で安允合という者がおり、特勤（テギン）の柴革とともに彰信可汗簒奪を欲したが、彰信可汗に発覚し、柴革と安允合は殺された。
開成4年（839年）、宰相の掘羅勿（キュレビル、Küräbir）は彰信可汗が柴革と安允合を誅殺したことを怨み、沙陀族を招き寄せて彰信可汗を攻めたため、彰信可汗は自殺した。国人は㕎馺特勤を立てて可汗とした。

## 可敦（カトゥン：皇后）
- 仁孝端麗明智上寿可敦（太和公主）…憲宗の娘で、穆宗の10番目の妹。レビラト婚によって彰信可汗に嫁ぐ。

## 参考資料
- 『旧唐書』（列伝第一百四十五 迴紇）
- 『新唐書』（列伝第一百四十二下 回鶻下）